# ゲオルク (ザクセン王)
ゲオルク（Georg、1832年8月23日 - 1904年10月15日）は、ザクセン王国の第6代国王（在位：1902年 - 1904年）。全名はフリードリヒ・アウグスト・ゲオルク・ルートヴィヒ・ヴィルヘルム・マクシミリアン・カール・マリア・ネポムク・バプティスト・クサヴァー・キリアクス・ロマヌス（Friedrich August Georg Ludwig Maximilian Karl Maria Nepomuk Baptist Xaver Cyriacus Romanus）。第4代ザクセン王ヨハンとその妃であったバイエルン王マクシミリアン1世の王女アマーリエ・アウグステ（1801年 - 1877年）の三男で、第5代ザクセン王アルベルトの弟。

## 生涯
1838年8月8日にヨハンの第5子としてドレスデンで生まれる。1859年5月11日にリスボンでポルトガル女王マリア2世の王女マリア・アナ（1843年 - 1884年）と結婚した。彼女との間には四男四女が生まれた。
ゲオルクは陸軍に勤務し、1870年の普仏戦争にも従軍した。1888年3月15日には陸軍元帥に任じられている。
1871年1月18日にヴェルサイユ宮殿で行なわれたプロイセン王ヴィルヘルム1世のドイツ皇帝戴冠式には、王太子であった兄のアルベルトとともに列席した。
1873年に父ヨハンの崩御によってアルベルトが王位に即いた。彼には子供がおらず次兄エルンストも夭逝していたためゲオルクが王太弟となり、アルベルトが1902年に崩御すると70歳で王位を嗣いだ。しかしゲオルクも2年後にドレスデンのピルニッツ宮殿で崩御した。王位は長男のフリードリヒ・アウグスト3世が嗣いだ。

## 子女
- マリー・ヨハンナ（1860年 - 1861年）
- エリーザベト・アルベルティーネ（1862年 - 1863年）
- マティルデ（1863年 - 1933年）
- フリードリヒ・アウグスト3世（1865年 - 1932年） - ザクセン王
- マリア・ヨーゼファ（1867年 - 1944年） - オーストリア大公オットー・フランツ・ヨーゼフ妃
- ヨハン・ゲオルク（1869年 - 1938年）
- マクシミリアン（1870年 - 1951年）
- アルベルト（1875年 - 1900年）